# Nanteuil-le-Haudouin
 Nanteuil-le-Haudouin  es una población y comuna francesa, en la región de Picardía, departamento de Oise, en el distrito de Senlis y cantón de Nanteuil-le-Haudouin.

## Demografía
| 1716 | 1712 | 1959 | 2285 | 2672 | 3126 |
| Para los censos de 1962 a 1999 la población legal corresponde a la población sin duplicidades (Fuente: INSEE [Consultar]) |      |      |      |      |      |